# National Federation of Phonograph Producers
Die National Federation of Phonograph Producers (englisch für „Nationaler Verband der Phonographie-Hersteller“, kurz NFPF) ist eine in Russland zuständige Organisation, die unter anderem für die Verleihung von Gold- und Platin-Auszeichnungen zuständig ist.
Die Interessen der russischen Musikindustrie werden durch die Organisation National Federation of the Music Industry (englisch für „Nationaler Verband der Musikindustrie“, kurz NFMI; russisch „Национальная Федерация Музыкальной Индустрии“, kurz HФMИ) vertreten. Die Organisation mit Sitz in Moskau arbeitet eng mit der IFPI (International Federation of the Phonographic Industry) zusammen. Die Hauptziele der NFMI liegen darin, den Verkauf legaler Musik zu fördern und gegen die illegale Piraterie im Hinblick auf den Urheberschutz in der russischen Musikindustrie zu kämpfen.

## Auszeichnungen für Musikverkäufe

### Alben
| Auszeichnung | bis 31. Mai 2009 | bis 30. Juni 2012 | seit 1. Juli 2012 |
| ------------ | ---------------- | ----------------- | ----------------- |
| Gold         | 100.000          | 50.000            | 25.000            |
| Platin       | 300.000          | 100.000           | 50.000            |
| 2× Platin    | 600.000          | 200.000           | 100.000           |
| Diamant      | —                | 300.000           | —                 |

| Auszeichnung | bis Unbekannt | seit 1. Januar 2003 bis 30. Juni 2012 | seit 1. Juli 2012 |
| ------------ | ------------- | ------------------------------------- | ----------------- |
| Gold         | 25.000        | 10.000                                | 5.000             |
| Platin       | 75.000        | 20.000                                | 10.000            |
| 2× Platin    | 150.000       | 40.000                                | 20.000            |
| Diamant      | —             | 60.000                                | —                 |

### Musikvideos
| Auszeichnung | Verkaufseinheiten |
| ------------ | ----------------- |
| Gold         | 25.000            |
| Platin       | 50.000            |
| 2× Platin    | 100.000           |

### Klingeltöne
| Auszeichnung | Verkaufseinheiten |
| ------------ | ----------------- |
| Gold         | 100.000           |
| Platin       | 200.000           |
| 2× Platin    | 400.000           |

## Mitglieder
- EMI Group
- Gala Records
- Navigator Records
- Sony Music
- Warner Music Group
- Universal Music Group